# Tiveden (dikt)
"Tiveden" är en dikt av den svenske författaren och poeten Verner von Heidenstam. Den är en av hans mest kända dikter och ingår i samlingen Dikter (1895).
Heidenstam var född i Olshammar i södra Närke och gjorde i ungdomen långa skogsvandringar i just Tiveden, den otillgängliga gränsskogen mellan Närke och Västergötland. "Tiveden" är en av flera dikter Heidenstam skrivit om trakten.